# Boticas
Boticas es un municipio portugués del distrito de Vila Real, en la región de Trás-os-Montes (Norte) y la comunidad intermunicipal Alto Támega, con cerca de 1100 habitantes.
Es sede de un municipio con 322,41 km² de área y 5002 habitantes (2021), subdividido en 10 freguesias. El municipio está limitado al oeste y noroeste por los municipios de Montalegre, al este por Chaves, al sureste por Vila Pouca de Aguiar, al sur por Ribeira de Pena y al sudoeste por Cabeceiras de Basto. El municipio fue creado en 1836 al separarse de Montalegre.

## Demografía
| Gráfica de evolución demográfica de Boticas entre 1801 y 2021 |
|                                                               |
| Datos según el nomenclátor publicado por el INE portugués.    |

## Freguesias
Las freguesias de Boticas son las siguientes:
- Alturas do Barroso e Cerdedo
- Ardãos e Bobadela
- Beça
- Boticas e Granja
- Codessoso, Curros e Fiães do Tâmega
- Covas do Barroso
- Dornelas
- Pinho
- Sapiãos
- Vilar e Viveiro